# Dino Arslanagić
Dino Arslanagić (Nivelles, 24 de abril de 1993) es un futbolista belga. Su posición es defensa y su club es el Manisa FK de la TFF Primera División.

## Trayectoria
El 5 de julio de 2021 se hizo oficial su llegada al Göztepe S. K. firmando un contrato hasta 2023. Cuando este expiró se marchó a los Emiratos Árabes Unidos a jugar un año con el Hatta Club.
En septiembre de 2024 fichó por el Macarthur F. C. para la temporada 2024-25 de la A-League. A mitad de la misma regresó a Turquía para jugar en el Manisa F. K.

## Selección nacional

### Participaciones en selección nacional
| Torneo                                                       | Categoría | Sede            | Resultado    | Partidos | Goles |
| ------------------------------------------------------------ | --------- | --------------- | ------------ | -------- | ----- |
| Fase de clasificación para la Campeonato Europeo Sub-19 2011 | Sub-19    | Rumania         | Clasificó    | 6        | 0     |
| Campeonato Europeo Sub-19 2011                               | Sub-19    | Rumania         | Primera fase | 1        | 0     |
| Fase de clasificación para la Campeonato Europeo Sub-19 2012 | Sub-19    | Estonia         | No clasificó | 3        | 0     |
| Torneo Esperanzas de Toulon de 2013                          | Sub-21    | Francia         | Primera fase | 2        | 0     |
| Fase de clasificación para la Eurocopa Sub-21 de 2013        | Sub-21    | Israel          | No clasificó | 1        | 0     |
| Fase de clasificación para la Eurocopa Sub-21 de 2015        | Sub-21    | República Checa | No clasificó | 6        | 0     |

## Estadísticas

### Clubes
Actualizado al último partido jugado el 10 de noviembre de 2024.
| Lille OSC II Francia | 4.ª                 | 2010-11             | 1   | 0  | -  | - | -  | - | 1   | 0  | 0    |
| Lille OSC II Francia | Total               | Total               | 1   | 0  | 0  | 0 | 0  | 0 | 1   | 0  | 0    |
| Standard de Lieja · Bélgica | 1.ª                 | 2012-13             | 11  | 1  | 1  | 0 | -  | - | 12  | 1  | 0.08 |
| Standard de Lieja · Bélgica | 1.ª                 | 2013-14             | 17  | 0  | 2  | 0 | 10 | 0 | 29  | 0  | 0    |
| Standard de Lieja · Bélgica | 1.ª                 | 2014-15             | 28  | 2  | 1  | 0 | 6  | 0 | 35  | 2  | 0.06 |
| Standard de Lieja · Bélgica | 1.ª                 | 2015-16             | 21  | 1  | 3  | 1 | -  | - | 24  | 2  | 0.08 |
| Standard de Lieja · Bélgica | 1.ª                 | 2016-17             | 1   | 0  | 1  | 0 | -  | - | 2   | 0  | 0    |
| Standard de Lieja · Bélgica | Total               | Total               | 78  | 4  | 8  | 1 | 16 | 0 | 102 | 5  | 0.05 |
| R. E. Mouscron · Bélgica | 1.ª                 | 2016-17             | 18  | 1  | -  | - | -  | - | 18  | 1  | 0.08 |
| R. E. Mouscron · Bélgica | Total               | Total               | 18  | 1  | 0  | 0 | 0  | 0 | 18  | 1  | 0.06 |
| Royal Antwerp F. C. · Bélgica | 1.ª                 | 2017-18             | 19  | 2  | 1  | 1 | -  | - | 20  | 3  | 0.15 |
| Royal Antwerp F. C. · Bélgica | 1.ª                 | 2018-19             | 37  | 1  | -  | - | -  | - | 37  | 1  | 0.03 |
| Royal Antwerp F. C. · Bélgica | 1.ª                 | 2019-20             | 21  | 0  | 3  | 0 | 2  | 0 | 26  | 0  | 0    |
| Royal Antwerp F. C. · Bélgica | Total               | Total               | 77  | 3  | 4  | 1 | 2  | 0 | 82  | 4  | 0.05 |
| K. A. A. Gante · Bélgica | 1.ª                 | 2020-21             | 16  | 0  | 3  | 0 | 3  | 0 | 22  | 0  | 0    |
| K. A. A. Gante · Bélgica | Total               | Total               | 22  | 0  | 0  | 0 | 0  | 0 | 22  | 0  | 0    |
| Göztepe S. K. Turquía | 1.ª                 | 2021-22             | 31  | 2  | 2  | 1 | -  | - | 33  | 3  | 0.11 |
| Göztepe S. K. Turquía | 2.ª                 | 2022-23             | 22  | 0  | 2  | 0 | -  | - | 24  | 0  | 0    |
| Göztepe S. K. Turquía | Total               | Total               | 53  | 2  | 4  | 1 | 0  | 0 | 57  | 3  | 0.06 |
| Al-Riyadh Arabia Saudita | 1.ª                 | 2023-24             | 24  | 0  | 1  | 0 | -  | - | 25  | 0  | 0    |
| Al-Riyadh Arabia Saudita | Total               | Total               | 24  | 0  | 1  | 0 | 0  | 0 | 25  | 0  | 0    |
| Macarthur F. C. Australia | 1.ª                 | 2024-25             | 3   | 0  | -  | - | -  | - | 3   | 0  | 0    |
| Macarthur F. C. Australia | Total               | Total               | 3   | 0  | 0  | 0 | 0  | 0 | 3   | 0  | 0    |
| Total en su carrera | Total en su carrera | Total en su carrera | 270 | 10 | 19 | 2 | 21 | 0 | 310 | 12 | 0.05 |
| (1) Incluye datos de Copa de Bélgica, Supercopa de Bélgica, Copa de Francia, Copa de Turquía y Copa del Rey de Campeones. (2) No incluye goles en partidos amistosos. |                     |                     |     |    |    |   |    |   |     |    |      |

## Palmarés

### Títulos nacionales
| Título          | Club              | País    | Año     |
| --------------- | ----------------- | ------- | ------- |
| Copa de Bélgica | Standard de Lieja | Bélgica | 2015-16 |